# Zone sismique de Charlevoix
La zone sismique de Charlevoix ou zone sismique de Charlevoix-Kamouraska est une zone sismique active situé entre les régions naturelles de Charlevoix et de la Côte-du-Sud, au Québec. Ces deux secteurs sont séparés par le fleuve Saint-Laurent où survient dans son sous-sol une grande partie des séismes de la zone.

## Description
Avec plus de 200 séismes survenant chaque année, la zone sismique de Charlevoix est la région sismique la plus active dans l'Est du Canada. Depuis le séisme de 1663 (magnitude 7,3 à 7,9), cinq autres importants tremblements de terre eurent lieu dans la zone: celui de 1791 (magnitude 7,0), de 1860 (magnitude 6,0), de 1870 (magnitude 6,5), de 1925 (magnitude 6,2) et de 1988 (magnitude 6,2). En raison de ces précédents, la zone de Charlevoix est considéré à haut risque de tremblements de terre. Pourtant, la zone est située à l'intérieur plaque nord-américaine, loin de la dorsale médio-atlantique. 
Certains chercheurs se sont penché sur le lien qu'il pourrait y avoir entre l'activité sismique de la région et l'Astroblème de Charlevoix. Cette structure, vestiges d'un impact météoritique majeur ancien, est bien documentée, et est partie intégrante de la zone sismique. Malgré le fait que beaucoup d'études scientifiques ont été faites sur zone sismique Charlevoix-Kamouraska, le lien entre la sismicité de la région et l'Astroblème ne fait pas consensus dans la communauté scientifique.